# La recta provincia
La recta provincia è un film del 2007 diretto da Raúl Ruiz.
Il film, realizzato per la televisione cilena, non è stato mai distribuito nel circuito cinematografico italiano.

## Trama
L'anziana Rosalba vive in campagna insieme con il figlio Paulino, adulto ma con l'ingenuità di un bambino. Un giorno Paulino trova un osso umano nel giardino di casa. Su richiesta di un diavolo Rosalba e Paulino partono alla ricerca delle altre ossa disseminate su tutto il territorio del Cile per ricomporre lo scheletro e dargli degna sepoltura. Nella loro ricerca incontreranno altri diavoli, ma anche la Vergine Maria e Gesù, ascolteranno le storie fantastiche e terribili che hanno avuto luogo in questo paese, rivivranno la sofferenza e la dignità, i fantasmi e la religiosità che ne forgiano lo spirito.